# Röckenhof

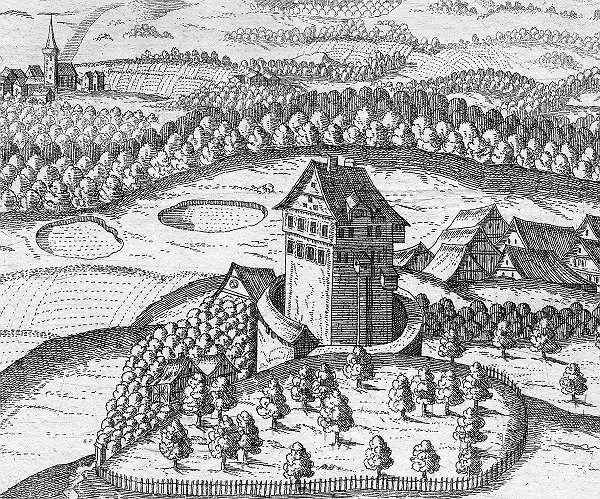
Ehemaliges Weiherschloss Röckenhof (um 1680)

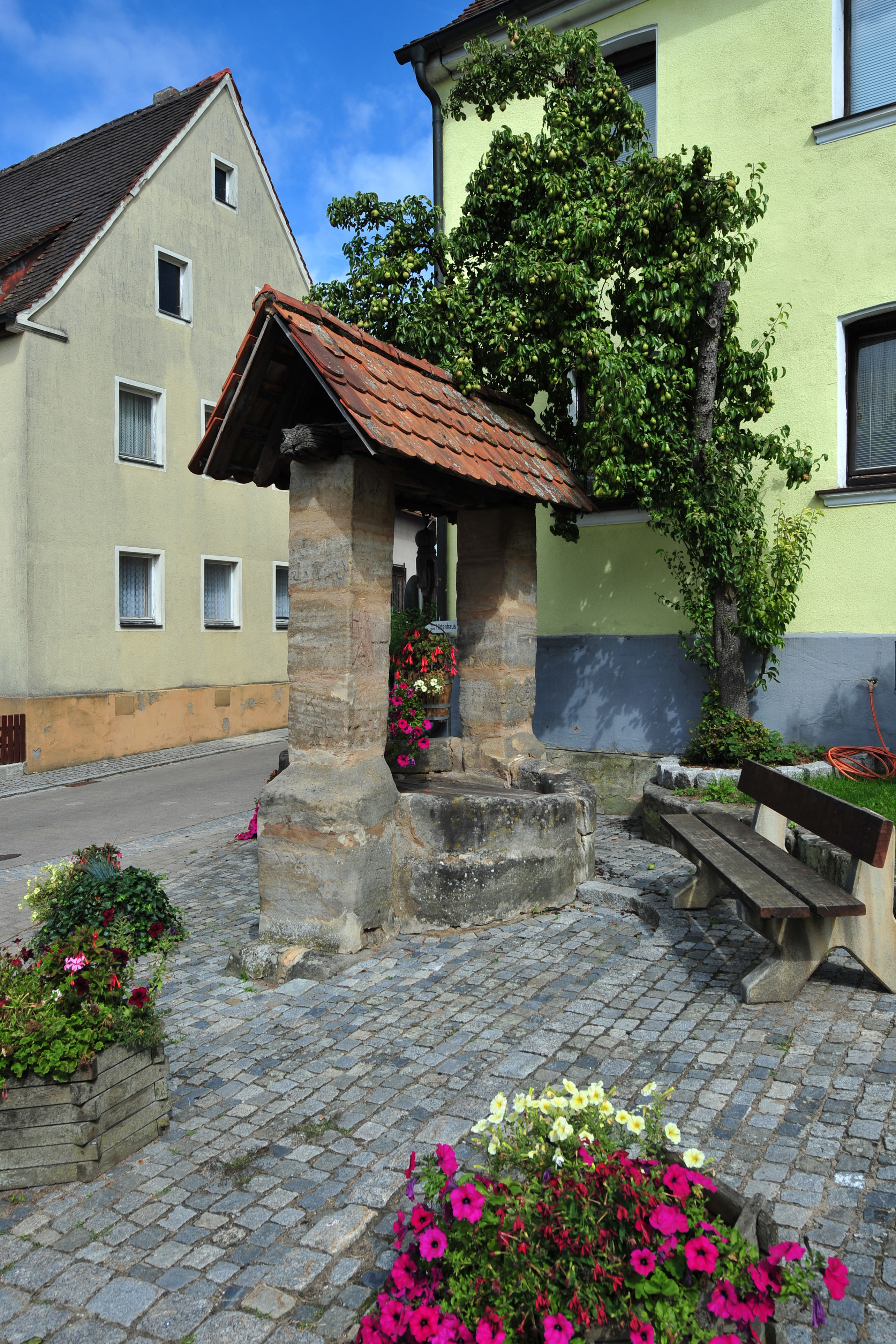
Ziehbrunnen

Röckenhof (fränkisch: Räggahuf) ist ein Gemeindeteil von Kalchreuth im Landkreis Erlangen-Höchstadt (Mittelfranken). Die Gemarkung Röckenhof hat eine Fläche von 1,378 km². Sie ist in 602 Flurstücke aufgeteilt, die eine durchschnittliche Flurstücksfläche von 2288,82 m² haben.

## Geographische Lage
Das Dorf liegt zum größten Teil an einem Hang im Norden der Gemeinde Kalchreuth. Der Ort ist unmittelbar von Acker- und Grünland umgeben. Im Süden wird die Flur Rohrwiesen genannt, im Westen Kleewiesen, im Norden Röt und Brühl. Im Osten liegt der Eichlwald. Die Kreisstraße ERH 6 verläuft nach Kalchreuth (0,75 km südwestlich) bzw. nach Unterschöllenbach (2 km nordöstlich). Eine Gemeindeverbindungsstraße verläuft nach Oberschöllenbach zur Kreisstraße ERH 8 (1,5 km nordöstlich).

## Geschichte
Röckenhof ist um 1100 entstanden. Die ursprünglichen Lehnsherrn waren die Herren von Gründlach und mit deren Aussterben im Jahr 1315 die Herren von Hohenlohe-Brauneck. 1346 wurde der Ort als „Rekkenhof“ erstmals urkundlich erwähnt. Bestimmungswort ist der Personenname Recke. Es ist davon auszugehen, dass es sich um die Ministerialen Reck handelte, nach denen der Ort benannt wurde. Sie wurden seit 1270 als Dienstleute der Gründlacher und Thanner bezeugt. Hermann Reck transferierte 1418 von Venedig aus 38.500 Gulden nach Heidelberg, mit denen Pfalzgraf Ludwig den abgesetzten Papst Johannes XXIII. aus der Gefangenschaft auslösen konnte.
Mitte des 14. Jahrhunderts war die Burggrafschaft Nürnberg Lehnsherr, später in deren Rechtsnachfolge waren es die Markgrafen. Der Nürnberger Patrizier Berthold Pfinzing hatte zu dieser Zeit grundherrliche Ansprüche. In der Folge waren ab 1370 die Pömer Grundherren des ganzen Ortes. Zwei Höfe und vier Söldengütlein verkauften sie 1425 an den Nürnberger Bürger Starck. Etwas widersprüchlich sind die Angaben einer Urkunde des Jahres 1439, in der von vier Hintersassen der Starcks die Rede ist, während die Pömer im Ort noch zwei Hintersassen hatten. Mitte des 15. Jahrhunderts erhielten die Herren von Eyb Röckenhof als Afterlehen, das sie bis 1848 behielten. Ursprünglich war der Ort im Fraischbezirk der nürnbergischen Hauptmannschaft Heroldsberg (1497 bezeugt, „Reckenhoff“ mit neun Haushaltungen). 1514 verkauften die Pömer ihre Ansprüche an die Starck, womit diese alleinige Grundherren des Ortes waren, der zu dieser Zeit aus drei Höfen, sechs Gütern und einem Hirtenhaus bestand. Die Fraisch versuchte das brandenburg-kulmbachische Oberamt Baiersdorf strittig zu machen. Während des Zweiten Markgrafenkrieges wurde 1552 das Herrenhaus in Röckenhof gebrandschatzt. In der Folgezeit unterstand der Ort dem Oberamt Baiersdorf (1604 bezeugt). Während des Dreißigjährigen Kriegs wurde der Ort schwer getroffen: 36 von 56 Dorfbewohner starben. 1698 gab es in Röckenhof 12 Anwesen (3 Höfe, 1 Wirtschaft, 4 Köblersgüter, 1 Gütlein, 2 Söldengütlein, 1 Hirtenhaus). 1713 verkauften die Starck ihre gesamten Ansprüche an die Freiherren von Stappel. Bereits 1748 wurden diese an den Ansbacher Generalsuperintendenten von Knebel verkauft.
Im Rahmen des Gemeindeedikts wurde Röckenhof 1813 dem Steuerdistrikt Kalchreuth zugeordnet. 1818 entstand die Ruralgemeinde Röckenhof. Sie war in Verwaltung und Gerichtsbarkeit dem Landgericht Erlangen zugeordnet und in der Finanzverwaltung dem Rentamt Erlangen (1919 in Finanzamt Erlangen umbenannt). In der freiwilligen Gerichtsbarkeit unterstand der gesamte Ort dem Patrimonialgericht Röckenhof. Ab 1862 gehörte Röckenhof zum Bezirksamt Erlangen (1939 in Landkreis Erlangen umbenannt), die Gerichtsbarkeit lag beim im gleichen Jahr gebildeten Stadt- und Landgericht Erlangen (1879 in das Amtsgericht Erlangen umgewandelt). Die Gemeinde hatte 1964 eine Gebietsfläche von 1,373 km².
Die Feudalherrschaft endete im Jahr 1850. Das baufällige Schloss wurde abgebrochen und stattdessen eine Gastwirtschaft errichtet.
Am 1. Mai 1978 wurde Röckenhof im Zuge der Gebietsreform in Bayern in die Gemeinde Kalchreuth eingegliedert.

### Baudenkmäler
- Ziehbrunnen
- Am Dorfbrunnen 1: Wohnstallhaus
- Am Dorfbrunnen 4: Wohnhaus
- Birkgartenstraße 1: Ehemaliges Gemeindehaus
- Röckenhofer Hauptstraße 2: Gasthaus
- Schlossstraße 4: Reste der Schlossmauer[7]
- Schlossstraße 7: Ehemaliges Wohnstallhaus
- Schlossstraße 10: Bauernhaus

### Einwohnerentwicklung
| Jahr      | 1818   | 1840   | 1852   | 1855   | 1861   | 1867   | 1871   | 1875   | 1880   | 1885   | 1890   | 1895   | 1900   | 1905   | 1910   | 1919   | 1925   | 1933   | 1939   | 1946   | 1950   | 1952   | 1961   | 1970   | 1987   | 2013 | 2023  |
| Einwohner | 122    | 208    | 177    | 174    | 202    | 199    | 198    | 183    | 169    | 166    | 145    | 158    | 153    | 171    | 153    | 134    | 136    | 134    | 137    | 203    | 185    | 177    | 181    | 254    | 427    | 762  | 682   |
| Häuser    | 23     | 28     |        |        |        |        | 31     |        |        | 30     | 31     |        | 32     |        |        |        | 31     |        |        |        | 31     |        | 39     |        | 117    |      |       |
| Quelle    | [ 11 ] | [ 15 ] | [ 16 ] | [ 16 ] | [ 17 ] | [ 18 ] | [ 19 ] | [ 20 ] | [ 21 ] | [ 22 ] | [ 23 ] | [ 16 ] | [ 24 ] | [ 25 ] | [ 16 ] | [ 16 ] | [ 26 ] | [ 16 ] | [ 16 ] | [ 16 ] | [ 27 ] | [ 16 ] | [ 12 ] | [ 28 ] | [ 29 ] |      | [ 2 ] |

## Religion
Der Ort ist seit der Reformation evangelisch-lutherisch geprägt und nach St. Andreas (Kalchreuth) gepfarrt. Die Katholiken gehören zur Kirchengemeinde St. Kunigunde (Uttenreuth).